# Mangkunegara IV
Mangkunegara IV (Surakarta, 1809 – Surakarta, 1881) è stato un sovrano indonesiano.
Fu il quarto principe di Mangkunegaran.

## Biografia

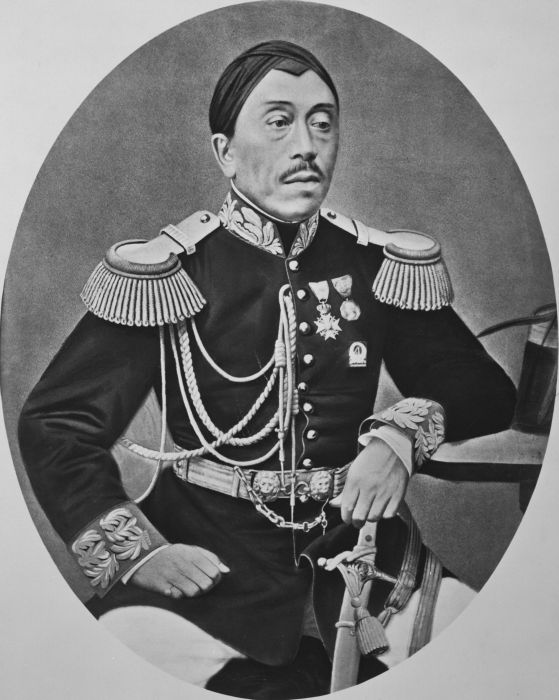
Mangkunegara IV

Mangkunegara IV era figlio del principe Adiwijaya e nipote del principe Mangkunegara III, suo predecessore al trono. Sua madre era figlia del principe Mangkunegara II. Era inoltre discendente diretto di Pakubuwana III, ultimo sultano di Mataram e primo sunan di Surakarta.
Fin dai primi anni si distinse per una notevole intelligenza personale. Asceso al trono alla morte di suo zio, sin da subito si impegnò a favore del suo popolo, divenendo particolarmente popolare: egli incentivò la coltivazione di caffè e zucchero per arricchire ulteriormente lo stato, riutilizzando tali profitti per il bene dello stato. Ad ogni modo l'economia locale era ancora troppo arretrata per poter competere seriamente col prezzo mondiale di tali beni. Mangkunegara IV, ad ogni modo, abolì il sistema di appannaggio col quale tradizionalmente venivano ripagati i suoi ufficiali, iniziando a fornire loro dei regolari salari mensili. Il suo rapporto con la Compagnia olandese delle Indie orientali, come pure quello con gli altri regnanti dell'Indonesia dell'epoca, fu altalenante. Nel 1857 e nel 1877, si dimostrò politicamente debole e non riuscì ad imporsi sulle terre che i coloni olandesi reclamavano come loro possedimento personale.
Il maggior contributo di Mangkunegara IV è legato certamente all'arte ed alla sua diffusione. Collaborò e patrocinò largamente l'operato di Raden Ngabei Ranggawarsita (1802–1873), uno degli ultimi grandi poeti di corte indonesiani.